# Murex tenuirostrum
Murex tenuirostrum är en havslevande snäckart inom släktet Murex beskriven av Jean-Baptiste de Lamarck 1822. Snäckskalen blir omkring 5-14 cm lång och finns i västra Indiska oceanen och centrala Stilla havet.